# Associação Europeia de Sociologia
A Associação Europeia de Sociologia (em inglês:  European Sociological Association, ESA) é uma associação académica de sociólogos e uma organização sem fins lucrativos com mais de 2 800 membros. Foi legalmente constituída em 1994.